# New York City Department of Parks and Recreation
New York City Department of Parks and Recreation – der også blot kaldes Parks Department og NYC Parks – er en afdeling under bystyret i New York City. Den er ansvarlig for vedligeholdelsen af byens parker, herunder den økologiske diversitet i byens grønne områder, og for befolkningens rekreationsmuligheder. Afdelingen skal vedligeholde et areal på ca. 30.000 acres (120 km2).